# Otlaadisa Koosaletse
Otlaadisa Koosaletse (Lobatse, 1957 - Kanye, 13 de agosto de 2023) fue un político y sindicalista botsuano, militante y dirigente tanto del Frente Nacional de Botsuana como del Partido del Congreso de Botsuana, del cual fue presidente entre 2001 y 2005. Fue también miembro de la Asamblea Nacional en representación de la circunscripción de Lobatse entre 1994 y 1999.

## Biografía
Nacido en 1957, Koosaletse inició su militancia política a mediados de la década de 1970, mientras estudiaba en la Escuela Secundaria de Lobatse (Lobsec). Confundó la seccional de Lobatse de Federación Juvenil de Botsuana, brazo juvenil del Frente Nacional de Botsuana y la presidió entre 1976 y 1977. Estudió en la Universidad de Botsuana y trabajó como empleado bancario durante la década de 1980. Allí participó en el Sindicato de Empleados Bancarios local, viéndose ideológicamente influenciado por los activistas de izquierda en contra del apartheid.
El ascenso de Koosaletse a la política nacional se dio durante las elecciones generales de 1994, cuando el BNF lo postuló como candidato a miembro de la Asamblea Nacional en representación de la recién creada circunscripción de Lobatse (que hasta entonces compartía distrito con Barolong). Koosaletse enfrentó la escisión del Partido Socialista Unido, formación integrante del BNF encabezada por Nehemiah Modubule (que había sido candidato del BNF en la circunscripción de Lobatse/Barolong en 1989). De todas formas, Koosaletse resultó electo por amplio margen con un 56,24% de los votos sobre el 38,57% de Ishoo Abdulla, del gobernante y dominante Partido Democrático de Botsuana, en el marco del histórico resultado del BNF a nivel nacional, arrasando en todos los centros urbanos importantes del país y ganando 13 de los 40 escaños electos del Parlamento. Por su parte, Modubule se ubicó tercero con solo un 3,91% de los votos.
Koosaletse recordaría la legislatura como «el mejor Parlamento que Botsuana haya tenido», principalmente por la gran cantidad de diputados opositores que forzaron la discusión de numerosos temas de interés nacional y la aprobación de reformas políticas. Integrante del ala más joven del BNF y opuesto al liderazgo autocrático de Kenneth Koma, Koosaletse formó parte de la facción liderada por Michael Dingake que terminó escindiéndose para fundar el Partido del Congreso de Botsuana en 1998, y fue nombrado su vicepresidente. Koosaletse se presentó para la reelección en 1999 y sufrió una dura derrota, ubicándose tercero con un 7,18% de los votos detrás de Abdulla (con un 41,35%) y de Modubule, que esta vez compitió como candidato oficial del BNF y ganó el escaño con un 50,96%. Dingake se retiró como presidente del BCP después de la derrota y Koosaletse le sucedió en 2001. Koosaletse fue candidato presidencial del partido en las elecciones de 2004. Aunque logró que el BCP retuviera representación parlamentaria y mejoró su voto popular nacional a un 16,62%, el propio Koosaletse fracasó en recuperar el escaño de Lobatse y obtuvo prácticamente el mismo resultado que en 1999. Renunció a la presidencia del partido en 2005.
Después de su dimisión, Koosaletse volvió a acercarse al BNF, ahora liderado por Otsweletse Moupo (que enfrentaba la disidencia interna de Modubule y su facción, la llamada «Plataforma Temporal»). Koosaletse logró obtener la candidatura oficial del BNF en Lobatse para las elecciones de 2009, lo que motivó que la Plataforma Temporal presentara varios candidatos independientes, incluyendo Modubule. En lo que se consideró una dura debacle para el BNF, el partido perdió la mitad de sus escaños y Modubule retuvo Lobatse como independiente, con Koosaletse ubicándose tercero con un 10,42% de los votos. La última competencia electoral de Koosaletse fue en 2019, esta vez como candidato de la coalición Paraguas para el Cambio Democrático (UDC), de la que formaba parte el BNF, en el distrito de Kanye North. Centró su campaña en exigir la construcción de un nuevo hospital para la ciudad y en combatir la corrupción. En el marco de la dura derrota sufrida por la oposición a nivel nacional, Koosaletse obtuvo solo el 33,78% de los votos, lo que de todas formas constituyó el segundo mejor resultado de su carrera, no logrando resultar electo.
Aunque se consideraba «semiretirado» después de 2019, Koosaletse se mantuvo activo en política hasta el final de su vida y estaba considerando la posibilidad de presentarse como precandidato a parlamentario por la UDC de cara a las elecciones generales de 2024. Sin embargo, falleció el 13 de agosto de 2023, a los 66 años. Fue sepultado en Kanye.